# Xã Woodville, Quận Waseca, Minnesota
Xã Woodville (tiếng Anh: Woodville Township) là một xã thuộc quận Waseca, tiểu bang Minnesota, Hoa Kỳ. Năm 2010, dân số của xã này là 1.332 người.